# (9681) Sherwoodrowland
(9681) Sherwoodrowland (4069 P-L) – planetoida z pasa głównego asteroid okrążająca Słońce w ciągu 5,41 lat w średniej odległości 3,08 j.a. Odkryta 24 września 1960 roku.